# Kindred (Burial)
Kindred è un EP del musicista britannico Burial, pubblicato il 13 febbraio 2012 dalla Hyperdub. Inizialmente uscito solo in digitale, il 12 marzo 2012 è uscito anche in vinile. L'EP ha ricevuto recensioni molto positive: su Metacritic ha una valutazione media di 88/100.
Due brani sono stati utilizzati in altrettanti film: la traccia Loner è stata inserita nel film del 2013 Elysium, mentre Ashtray Wasp in Knight of Cups, del 2015

## Composizione
L'EP ha uno stile musicale simile rispetto ai precedenti lavori del producer, con il consueto utilizzo di distorsioni, samples vocali, synth eterei e batterie sincopate. Vi è un utilizzo qui maggiore del ritmo in 4/4 e delle influenze house, specialmente nella traccia Loner.

## Critica
Kindred ha ricevuto recensioni incredibilmente positive da critici musicali. Su Metacritic, che assegna una valutazione media dai critici musicali, basata su 17 critici, l'album ha ricevuto un punteggio di 88 su 100, che indica "acclamazione universale". Andrew Ryce di Pitchfork ha scritto che Kindred "praticamente sovrasta ogni lavoro precedente di Burial", definendolo "un comodo schiaffo in faccia, una sveglia. Mai prima d'ora la sua musica possedeva tanta maestà, così tanta maestria, così tanto potere: Il pathos qui è passato dal simpatico al dominante." Ben Hewitt di NME ha scritto che "tutto il clamore è giustificato: la title track dell'EP è una carica di 12 minuti di profondità che sfrigola e sfrigola pericolosamente, permeata dalla stessa tensione che si prova durante il trekking a Londra di notte.

## Tracce
1. Kindred – 11:28
2. Loner – 7:31
3. Ashtray Wasp – 11:46